# Breite Straße 17 (Wernigerode)

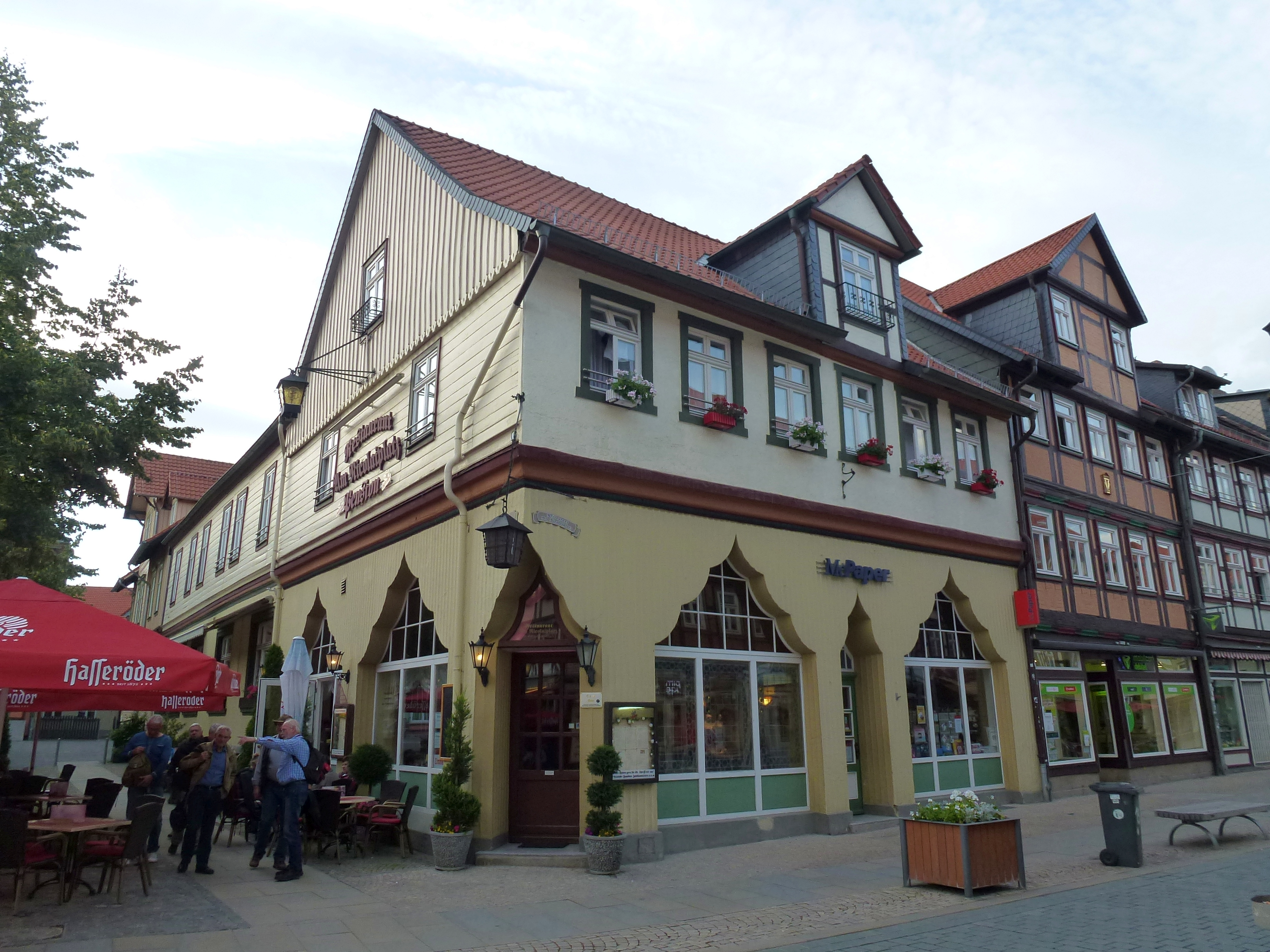
Eckhaus Breite Straße 17 in Wernigerode

Das Haus Breite Straße 17 ist ein denkmalgeschütztes Haus in Wernigerode im Landkreis Harz in Sachsen-Anhalt. Das Wohn- und Geschäftshaus beherbergt heute ein Restaurant und eine Pension.

## Architektur und Geschichte
Das Gebäude befindet sich auf der Breiten Straße, einer der Hauptgeschäftsstraßen der Stadt. Es handelt sich um ein Gebäude aus dem 19. Jahrhundert, das nach dem Stadtbrand 1851 in großen Teilen neu errichtet wurde. Das zur Straßenseite gelegene Hauptgebäude wurde mit funktionellem, einfachem Fachwerk wiederaufgebaut. Auf dem Dach befindet sich ein Spitzgiebelerker. Die oberen beiden Etagen sind außen mit Holz verschlagen. Das Erdgeschoss ist gemauert. Hier befindet sich heute das Restaurant „Zum Nicolaiplatz“.
Die Westseite des Gebäudes zeigt zum Nicolaiplatz, auf dem sich bis 1873 die Nicolaikirche befand, die aufgrund von Baufälligkeit abgerissen wurde.
Das Gebäude Breite Straße 17 wurde an Stelle des beim Stadtbrand vernichteten Vorgängerbaus für Wohn- und Geschäftszwecke errichtet. Die untere Etage wurde für den Publikumsverkehr ausgebaut.
Vor 1895 trug das Gebäude die Adresse Breite Straße 191. Es handelte sich um ein Wohnhaus mit Seitenflügel rechts und links, Hofraum und Hausgarten, drei Ställe (1886/87 Abbruch), Waschhaus (ebenfalls 1886/87 Abbruch, dafür 1887/87 Neubau Käserei/Wirtschaftsgebäude rechts und Waschhaus – dieses 1890/91 zum benachbarten Gebäude Breite Straße 19 zugeordnet), 1890/91 Neubau Stall rechts und Niederlage/Waschhaus, 1890/91 Neubau Wagenremise und Niederlage/Quergebäude. Damaliger Besitzer des Gebäudekomplexes war der Wernigeröder Kaufmann Carl Kahleyss.
Im örtlichen Denkmalverzeichnis ist das Haus als Baudenkmal unter der Erfassungsnummer 094 25033 verzeichnet.